# S/S Thor
S/S Thor är en svensk ångslup och museifartyg med hemmahamn i Helgasjön vid Kronobergs slottsruin strax norr om Växjö. Ångaren byggdes 1887 för Rappe-Asa kanalaktiebolag för trafik mellan Räppe och Asa. Båttrafiken konkurrerades ut av landsvägstrafik under 1930-talet, men turisttrafik fortsatte under 1940- och 1950-talen. År 1957 skänktes S/S Thor till Smålands museum. Sommartid går S/S Thor i turisttrafik och trafikerar då Helgasjön. Det är Kulturparken Småland som ansvarar för driften av fartyget.

## Fartygsfakta
- Byggår: 1887
- Varv: Bergsunds Mekaniska Verkstad i Stockholm
- Längd över allt: 16,48 meter
- Största bredd: 3,6 meter
- Djupgående: 1,54 meter
- Deplacement: 16,25 ton
- Fart: 9 knop
- Maskineri: encylindrig ångmaskin, vedeldad
- Panna: sjöångpanna 1 340 liter
- Maskineffekt: 33 ihk hk
- Passagerarantal: 50
- Besättning: 3 man
- Ägare sedan 1957: Smålands museum, Kulturparken Småland

## Historik

### 1800-tal
En ångbåt beställdes i början av 1887 av C.A. Holmberg. När Sverige hade genomgått flera förändringar där tvåkammarriksdag infördes och kommuner ersatte socknarna gjordes i Kronobergs län en ekonomisk kalkyl för vad en ny ångbåt skulle kosta att tillverka och kosta att åka med. Tillverkningspriset uppskattades till 12 500 kronor. Beställningen förutsatte att leden från Räppe hamn skulle utvidgas och nå till Asa. Räppe-Asa Trafikaktiebolag bildades genom ett upprop om en ny ångbåt hade redan börjat agera för att en sluss vid Åby skulle kunna byggas. Under 1886 påbörjades det årslånga arbetet med att rensa strömmen ovanför Åby, utvidga strömfåran mellan Asasjön och Tolgsjön och att färdigställa slussen. Slussen stod redo i april 1887 och i juni levererades S/S Thor till Räppe hamn. Dess första officiella tur ägde rum den 27 augusti samma år. Dess täckta salong, kapacitet att ta många passagerare och att ta en eller två pråmar på släp gjorde S/S Thor till den dittills största ångbåten som gick på Helgasjön och som fanns i Kronobergs län.
Att åka med Thor var kostsamt. Från Asa till Tolg låg priserna på 30 öre på däck och 40 öre i salong. Tur och retur kostade 50 respektive 60 öre, vilket var ungefär en hel dagslön. Enligt den första tidtabellen som gällde från den 16 juli 1888 var avgångstiden från Asa kl. 04.15 på onsdagar och lördagar, och kl. 05.55 på torsdagar. Tiden det tog att åka sträckan Asa – Räppe låg liksom nu på cirka 2 timmar och 45 minuter, och kunde förlängas med en halvtimme när rutten gick via Evedal. Andelen passagerare i första respektive andra klass är okänd. Med Thor fraktades inte enbart passagerare. Lokala transporter av varierande mängder färdades över sjön: spannmål, mjöl, salt, sill och potatis; timmer, sågspån, takspån, tegel, sten, grus, kalk, järn, brädor och bjälkar; stenkol, ved och gödningsämnen.

### 1900-tal
1939 köptes Thor av Hilding Andersson. 1957 tog han kontakt med Smålands museum eftersom han inte ville skrota båten, och 1958 tog museets styrelse emot gåvan. Det hela ägde rum vid Kronobergs slottsruin och landshövding Thorwald Bergqvist var den formelle mottagaren. I gåvobrevet står att Thor inte får säljas eller överlåtas, vilket innebär att den skulle behandlas som alla museets andra donerade föremål. De första idéerna innefattade att Thor skulle placeras i museiparken och fungera som kafé, men detta var inte en idé som dåvarande museichefen Jan Erik Anderbjörk tyckte om. Den 24 juni 1958 överlämnades ångbåten till Smålands museum.
Hilding Andersson uttryckte en förutsättning för överlämningen att ångaren om möjligt skulle underhållas och helst hållas i trafik så länge som möjligt. Efter Fartygsinspektionens besiktning 1968 konstaterade dock ingenjör Gunnar Mattsson att ångpannan som nu var 83 år inte skulle klara ytterligare en besiktning. Man trodde att det skulle vara nödvändigt att ta upp båten på land för alltid. Den tidigare skepparen och maskinisten på Thord, Hilmer Holmberg, tog på sig att planera en stor renovering av ångaren. Han fick hjälp av Vide Nilsson, Erik Sehlin och Alf Stenström, alla tre från SJ. En ny ångpanna behövdes och ritningar till denna ritades upp efter samråd med Gunnar Mattsson. AB Vatten & Ånga i Sävsjö fick i uppdrag att tillverka ångpannan och få den klar till april 1970. Renoveringen var inte billig och på grund av Fartygsinspektionens ålägganden visade sig kostnaderna senare bli högre än de 50.000 kr som först beräknats. C. G:s Mekaniska i Ekenäs fick jobbet att renovera Thor, och båten skickades till Ekenäs 24 november 1970 där den stannade till 21 april 1971 då den sändes tillbaka till Växjö. Elever vid Kungsmadskolan arbetade under ledning av lärare och Hilmer Holmberg med överbyggnaden, träinredningen m.m. När arbetet var klart och ångpanna och ångmaskin installerade kunde Thor sjösättas i början av juni 1971. Den 18 juni överlämnade Gunnar Mattsson Fartygsinspektionens passagerarcertifikat och under midsommaren började Thor åter gå sin gamla väg i Helgasjön och de intilliggande farvattnen.

### 2000-tal

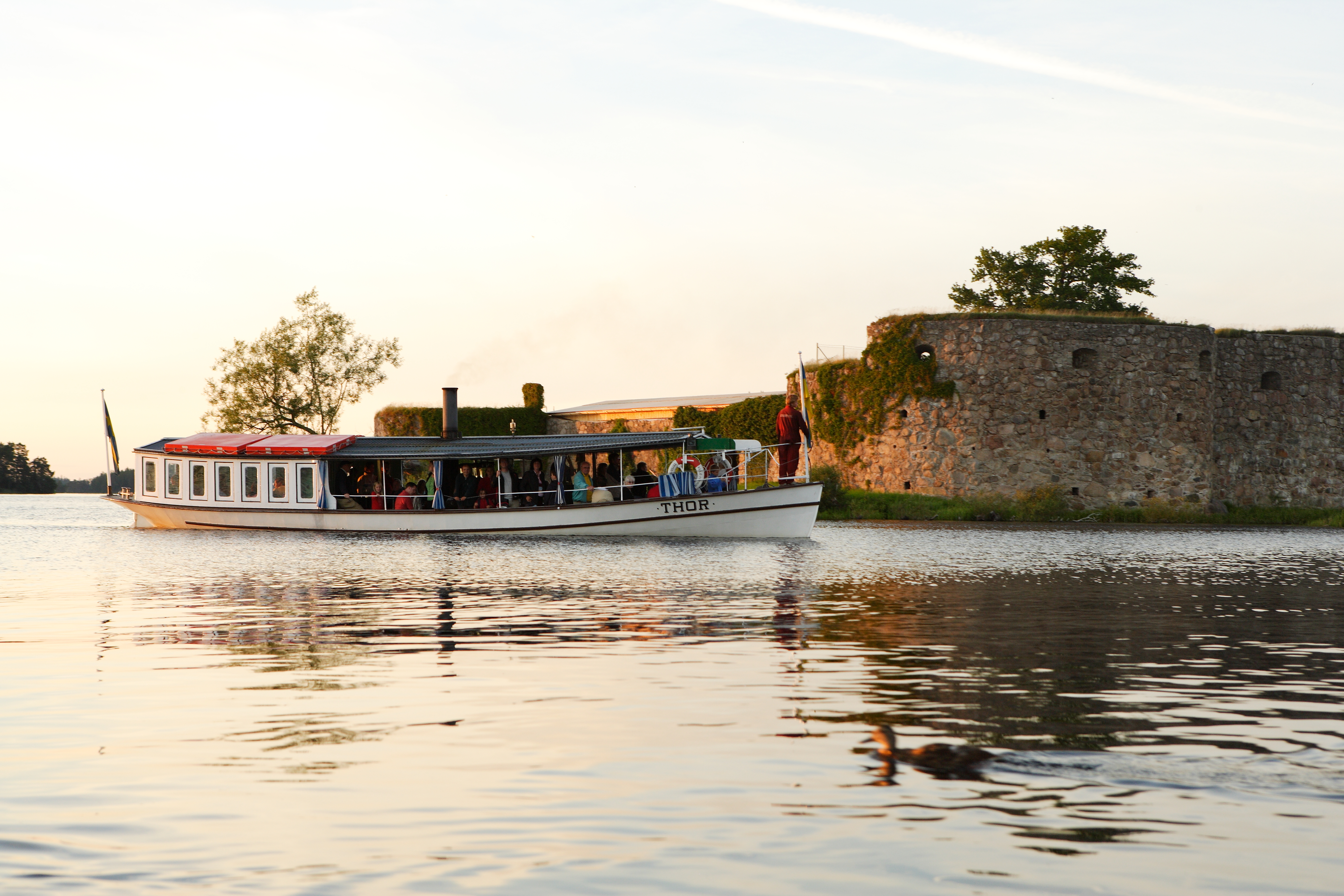
S/S Thor utanför Kronobergs slottsruin.

Under sommaren går S/S Thor över Helgasjön, ibland genom Sveriges sydligaste sluss i Åby och någon gång ända upp till Asa herrgård. Kulturparken Småland ansvarar för driften av ångbåten och erbjuder några olika turer: den första går till slussen i Åby, den andra runt i Helgasjön och den tredje är en berättartur där resenärerna får höra historier om bland annat Helgasjön och Kronobergs slott.

## Digitala källor
- Webbplats för Smålands Museum - Sveriges Glasmuseum, läst 2010-07-17

1. ↑  Thor, Lars ([2011?]). Thor : en ångbåt på Helgasjön och angränsande farvatten. Kronobergs läns hembygdsförbund. sid. 26-29. ISBN 978-91-86870-19-5. OCLC 939634154. https://www.worldcat.org/oclc/939634154. Läst 28 februari 2022
2. ↑  Thor, Lars ([2011?]). Thor : en ångbåt på Helgasjön och angränsande farvatten. Kronobergs läns hembygdsförbund. sid. 22. ISBN 978-91-86870-19-5. OCLC 939634154. https://www.worldcat.org/oclc/939634154. Läst 28 februari 2022
3. ↑  Thor, Lars ([2011?]). Thor : en ångbåt på Helgasjön och angränsande farvatten. Kronobergs läns hembygdsförbund. sid. 32-34. ISBN 978-91-86870-19-5. OCLC 939634154. https://www.worldcat.org/oclc/939634154. Läst 28 februari 2022
4. ↑  Thor, Lars ([2011?]). Thor : en ångbåt på Helgasjön och angränsande farvatten. Kronobergs läns hembygdsförbund. sid. 30-31. ISBN 978-91-86870-19-5. OCLC 939634154. https://www.worldcat.org/oclc/939634154. Läst 28 februari 2022
5. ↑  Thor, Lars ([2011?]). Thor : en ångbåt på Helgasjön och angränsande farvatten. Kronobergs läns hembygdsförbund. sid. 36. ISBN 978-91-86870-19-5. OCLC 939634154. https://www.worldcat.org/oclc/939634154. Läst 28 februari 2022
6. ↑  Ångaren Thor och dess skeppsfart ”i Helgasjön och angränsande farvatten”. (u.å.) Smålands Museum. Text: Anderbjörk, Jan Erik., Petersson, Thorsten., Swanström, Einar. 1971. Ove Halls Offset AB: Växjö.
7. ↑  ”Ångaren Thor”. Arkiverad från originalet den 28 februari 2022. https://web.archive.org/web/20220228100746/https://kulturparkensmaland.se/besok-oss/vara-besoksmal/angaren-thor/. Läst 8 februari 2022.
8. ↑  ”Ångaren Thor - Planera din åktur”. Arkiverad från originalet den 28 februari 2022. https://web.archive.org/web/20220228104656/https://kulturparkensmaland.se/besok-oss/vara-besoksmal/angaren-thor/planera-din-aktur/. Läst 15 februari 2022.

- Skärgårdsbåtar.se om ångaren Thor